# Stefan Stambolov
Stefan Nikolov Stambolov (v bulharštině: Стефан Николов Стамболов; 31. ledna 1854, Veliko Tarnovo – 18. července 1895, Sofie) byl bulharský politik, který v 80. letech 19. století zastával v dobách rané existence III. bulharského státu, tehdejšího knížectví, funkci premiéra. Ještě předtím byl také i regentem v těžkých chvílích Bulharska.
Stambolov patřil k velmi významným osobnostem své doby, neboť dokázal soustředit podstatnou moc na organizaci tehdejší země. V dobách, kdy se formovalo národní shromáždění Bulharska, jako hlavní orgán vlády lidu země, se stal účastníkem mnohých diskuzí o budoucím vývoji. Později sloužil jako poslanec, či předseda parlamentu. Stambolov pomáhal při sjednocování Bulharska s Východní Rumelií, které se stalo prvním z řady cílů vybudování jednotného Bulharska v tehdejších mezích a ukázkou slabosti Osmanské říše. Stambolov byl nakonec zvolen i předsedou vlády (20. srpna 1887 — 19. května 1894). Jeho režim byl jedním z nejtvrdších režimů, jaké kdy tato oblast zažila. Jeho vláda silné ruky měla silnou podporu v konzervativních kruzích, Stambolov se však často uchyloval k metodám, které byly používané v Osmanské říši, docházelo rovněž i k policejním represím a tvrdým akcím vůči opozici. Vzhledem k nepřátelství Rusů k novému bulharskému knížeti Ferdinandovi Sasko-Koburskému (na trůn nastoupil 7. 7. 1887 a nahradil Alexandra Battenberského), a tím i ke stambolovštině, jak byl režim nazýván, usoudil Stambolov, že jedinou možností, jak se vymanit z mezinárodní izolace, je spojenectví s Konstantinopolí. Vysoká Porta však na oplátku požadovala, aby Stambolov omezil činnost uprchlických aktivistů v Bulharsku, kteří agitovali ve prospěch ozbrojené intervence v Makedonii. Ačkoliv bylo začlenění Makedonie do Bulharska pro Stambolova, stejně jako pro všechny ostatní bulharské politiky, alfou a omegou a neměnným článkem víry, Stambolov věděl, že armáda je ještě příliš slabá na to, aby si mohla dovolit konflikt s Turky, a proto postupoval v tomto směru velmi opatrně. Bulharský vliv v Makedonii rozšiřoval prostřednictvím církve a bulharských škol. Makedonci Stambolova nenáviděli, zejména pro jeho „kolaboraci“ s Turky.
Jeho život ukončil brutální atentát makedonských teroristů v roce 1895. Tři atentátníci jej přepadli v Sofii po cestě domů, způsobili mu mnohačetná poranění na hlavě a odsekli mu dlaně od zápěstí. Stefan Stambulov, přezdívaný „Bulharský Bismarck“, zemřel o tři dny později. Pokřikující dav Makedonců na jeho pohřbu umlčelo teprve to, když jim rozrušená vdova ukázala dvě sklenice, které obsahovaly naložené Stambolovy ruce.